# 덕포진교육박물관
덕포진교육박물관은 경기도 김포시에 있는 사립 박물관이다.

## 연혁
- 1996년 6월 개관.